# Tim Kellett
Tim Kellett (nascido em 23 de julho de 1964,  Yorkshire, Inglaterra) é um músico inglês, compositor e produtor musical.
Sua carreira profissional começou em 1984, quando ingressou na banda britânica pós-punk The Durutti Column como trompetista e um ano depois passou a ser membro do Simply Red, onde também tocou teclados. Kellett passou 10 anos com a banda contribuindo para os primeiros quatro álbuns de estúdio, "Picture Book", "Men and Women", "A New Flame", e incluindo um dos álbum mais vendidos e de maior sucesso da banda, "Stars". Tendo a música "Holding Back the Years" como número 1 nos EUA. 
Ele deixou a banda de Mick Hucknall em 1995 para formar Olive com Robin Taylor-Firth, alcançando sucesso no Reino Unido com "You're Not Alone". 
Kellett também teve sucesso em compor canções para o Lighthouse Family e, mais recentemente, com James Morrison, tendo co-escrito duas músicas para o álbum de estréia "Undiscovered", "This Boy" e a música "One Last Chance", que alcançou o número 14 em 2007.   Outras colaborações incluem Nate James, Ella Chi, Emma Bunton, Gareth Gates, Girls Aloud, Christophe William, Gates e Taio Cruz. 

## Discografia

### The Durutti Column
- Without Mercy (1984)
- Circuses and Bread (1986)

### Simply Red
- Picture Book (1985)
- Men And Women (1987)
- A New Flame (1989)
- Stars (1991)

### Olive
- Extra Virgin (1996)
- Trickle (2000)

### James Morrison
- "This Boy" (2007) do seu álbum de estréia, Undiscovered
- "One Last Chance" (2007) também de Undiscovered

## Colaborações
2014 -  First Mind -  	Nick Mulvey - (Compositor)
2013 -  Nitrous	Nick Mulvey - 	      (Compositor)
2013 -  The Best of the Voice Kids - The Voice Kids - (Compositor)
2013 -  The Collection: Studio Albums/B-Sides/Live - Girls Aloud - (Compositor)
2012 -  Anthems: 90s - (Compositor)
2012 -  Nobody In Nashville - Logan Mize - (Compositor)
2012 -  Now That's What I Call 90s Dance - (Compositor)
2012 -  Oxygen	Baptiste Giabiconi - (Compositor)
2012 -  Real Woman	Chila Lynn - (Compositor)
2011 -  Cas Nás Naucí	Petr Kolář - (Compositor)
2011 -  Pure... 90s Dance Party	- (Compositor)
2010 -  Epic: Bands Tracks & Anthems - (Compositor)
2010 -  Floorfillers: '90s Club Classics - (Compositor)
2010 -  Mash Up Mix 90s	- (Compositor)
2010 -  Massive R&B: Spring 2010 - (Compositor)
2010 -  Ministry of Sound: The Annual 15 Years - (Compositor, Produtor)
2009 -  100 Essential Tracks: No. 1 Hits - (Produtor)
2009 -  Cafeine	Christophe Willem - (Compositor, Engenheiro, Programador, Realização, Trompete)
2009 -  Catch 22 - Tinchy Stryder - (Compositor)
2009 -  City Lounge, Vol. 6 - (Compositor)
2009 -  Club Dance Greatest - (Compositor)
2009 -  Clubland, Vol. 16 - (Compositor)
2009 -  Complete Chillout - (Compositor, Produtor)
2009 -  Dance Culture, Vol. 3 - Falko Niestolik - (Compositor)
2009 -  Dance Nation 2: Your Big Night Out - (Compositor, Produtor)
2009 -  Goraca 20, Vol. 2 - (Compositor)
2009 -  Imprezka 2009 Same Hity, Vol. 3 - (Compositor)
2009 -  Kontor House of House, Vol. 7 - (Compositor)
2009 -  Między Dźwiękami - Lukasz Zagrobelny - (Compositor)
2009 -  Nervous Nitelife: Miami 2009 - Armand Pena - (Compositor)
2009 -  Planeta FM: 100% Imprezowych Hitów, Vol. 3 - (Compositor)
2009 -  Trance: The Vocal Session's Finest - (Compositor)
2008 -  ATB 1998-2008: The Definitive Greatest Hits & Videos - ATB - (Compositor)
2008 -  Cafe Paradiso -	(Compositor, Vocal, Produtor)
2008 -  Club Classics [Emd Int'l] - (Compositor)
2008 -  Cream: 15 Years - (Arranjador, Compositor, Mixagem)
2008 -  Departure - Taio Cruz - (Compositor)
2008 -  Euromix 2008 - (Compositor)
2008 -  Maxymalny Clubbing, Vol. 6 - (Compositor)
2008 -  Sight and Sound: Ibiza Rock [2CD/1DVD] - (Produtor)
2008 -  The 90s Collection - (Compositor)
2008 -  The Best Of Eska Cover Hits - (Compositor)
2008 -  Xclusive Euphoric Dance	- (Produtor)
2007 -  Amnesia Ibiza DJ Sessions, Vol. 3 - (Compositor)
2007 -  Best of Pure Dance Party - (Compositor)
2007 -  Classic Trance Nation - (Produtor)
2007 -  Dance 2008 - (Compositor)
2007 -  Greatest Hits & Remixes	Paul Oakenfold - (Compositor)
2007 -  Hitmix 2008 - (Compositor)
2007 -  Jesien W Rytmie: The Best - (Compositor)
2007 -  Ministry of Sound: Ride - (Compositor, Produtor)
2007 -  Mysli Warte Slow - Lukasz Zagrobelny - (Compositor)
2007 -  Popcorn: Hits Zima 2008 - (Compositor)
2007 -  Put Your Hands Up, Vol. 3: The Biggest Club Anthems of All Time - (Compositor)
2007 -  RMF Najlepsza Muzyka: Na Impreze - (Compositor)
2007 -  Sensation 2007/2008 - (Compositor)
2007 -  Strictly Physical - Monrose - (Compositor)
2007 -  Thrivemix Presents: Dance Classics - (Compositor)
2007 -  Trance Base 2008.1 - (Compositor)
2007 -  Undiscovered - James Morrison - (Compositor)
2006 -  Boutique Chill - (Compositor)
2006 -  Dance Essentials: The Collection, Vol. 1-3 - (Compositor)
2006 -  Euphoria: Classic Euphoria - (Arranjador, Compositor)
2005 -  Drum & Bass Sessions, Vol. 2 - (Compositor)
2005 -  Eurogenous Zones - (Compositor)
2005 -  Gatecrasher Classics - (Arranjador, Produtor)
2005 -  Seven Years: 1998-2005	ATB - (Compositor)
2005 -  The World of Hits of the 80s [ZYX] - (Compositor)
2004 -  Pure Trance: The Box Set - (Compositor)
2004 -  Relaxed & Remixed - Lighthouse Family - (Compositor)
2003 -  Chicago's Most Wanted Dance Party - (Compositor)
2003 -  Dance Essentials, Vol. 3 - (Compositor)
2003 -  Dance Hits USA, Vol. 2 - (Compositor)
2003 -  Euro Dance Party - (Compositor)
2003 -  Pure Dance Party, Vol. 1 - (Compositor)
2003 -  Pure Trance, Vol. 1 - (Compositor)
2003 -  Radikal Top 40 Greatest Hits - (Compositor)
2003 -  Sound of the Underground - Girls Aloud - (Compositor, Mixagem, Produtor, Programador)
2003 -  The Very Best of Simply Red - Simply Red - (Membro do Grupo)
2003 -  Ultra Club Classics '90s - (Compositor, Mixagem, Produtor)
2003 -  Very Best of Euphoria - (Compositor, Produtor)
2002 -  Bravo Hits, Vol. 37 - (Compositor)
2002 -  Club Sounds, Vol. 22 - (Compositor)
2002 -  Clubber's Guide To...Ibiza 2002 - (Compositor)
2002 -  DJ Convention, Vol. 13 - (Compositor)
2002 -  Dedicated - ATB - (Compositor)
2002 -  Got Dance? - (Compositor)
2002 -  Greatest Hits - Lighthouse Family - (Compositor, Flugelhorn, Trompete)
2002 -  Kisstory Ibiza Classics - (Compositor)
2002 -  Kontor Top of the Clubs, Vol. 15 - (Compositor)
2002 -  Lovestern Galaktika 2002 - (Compositor)
2002 -  Songs From The Chillout Lounge - (Compositor, Produtor)
2002 -  Time After Time [Radikal] - (Compositor)
2002 -  Trance Central - (Compositor)
2002 -  Trance Mix USA, Vol. 3 - (Compositor)
2002 -  Trance Voices, Vol. 3 [Germany] - (Compositor)
2002 -  Ultra Dance 02	DJ Encore - (Compositor)
2002 -  You're Not Alone [Australia CD EP] - ATB - (Compositor)
2001 -  Best of Trance, Vol. 2 - (Produtor)
2001 -  Breakdown: The Very Best Euphoric Chillout Mixes - (Compositor, Produtor)
2001 -  Chillout Moods: Tubular Bells - (Compositor, Produtor)
2001 -  Crystal Lake's Legacy	Voorhees - (Compositor)
2001 -  New Millennium Dance Party - (Compositor)
2000 -  1956	Soul-Junk - (Violino)
2000 -  Best of Trance, Vol. 1 - (Compositor, Produtor)
2000 -  Dreamworld: Essential Late Night Listening - (Compositor)
2000 -  Essential Dance 2000	DJ Skribble - (Produtor)
2000 -  Orbiting: Beautiful Chill Out - (Compositor)
2000 -  Orbiting: Beautiful Chill out Grooves 1.0 - (Compositor)
2000 -  The Best of Club Mix - (Compositor)
2000 -  The Next Best Thing - (Produtor)
2000 -  Trickle	Olive - (Compositor, Flugelhorn, Teclados, Produtor, Trompete)
1999 -  Black Negro: Radio Hits - (Compositor)
1999 -  Essential Millennium - Pete Tong - (Compositor)
1999 -  Free to Be, Vol. 5 [Central Station] - (Compositor)
1999 -  Ibiza Anthems, Vol. 2 - (Produtor)
1999 -  Ibiza del Mar - (Compositor)
1999 -  Mega Techno, Vol. 2 - (Compositor)
1999 -  Simply the Best Radio Hits Timeless Collection - (Compositor, Produtor)
1999 -  The Chill Out Album - (Compositor, Produtor)
1998 -  #1 Dance Hits, Vol. 2 - (Compositor)
1998 -  Classic Love Songs - Simion Luca - (Compositor)
1998 -  Club Mix '98, Vol. 2 - (Compositor)
1998 -  Club Mix '99 [K-Tel] - (Compositor)
1998 -  Drum & Base, Vol. 2 - (Compositor)
1998 -  Essential Murk & Funky Green Dog Mixes - Murk -	(Compositor, Mixagem, Produtor)
1998 -  Euro Dance Party: 100% Hits - (Compositor)
1998 -  Hooked on Pan Flute - Simion Luca - (Compositor)
1998 -  Kiss in Ibiza '97, Vol. 3 - (Compositor)
1998 -  Maquina Total, Vol. 10 - (Compositor)
1998 -  Master Beat: Pride '98 - (Compositor)
1998 -  Phase 1	Saga - (Compositor)
1998 -  Reflections - Simion Luca - (Compositor)
1998 -  Sliding Doors - (Compositor, Produtor)
1997 -  Cream Anthems 97 - Paul Oakenfold - (Mixagem, Produtor)
1997 -  Electronica: Full On Big Beats - (Compositor, Mixagem, Produtor)
1997 -  Fresh Hits '97 - (Compositor)
1997 -  Holiday Hit Mix '97 - (Compositor)
1997 -  Ibiza Uncovered - (Compositor)
1997 -  Miracle Part One [#2] - Olive - (Compositor)
1997 -  Miracle Part two [#2] - Olive - (Compositor, Mixagem, Produtor)
1997 -  Most Beautiful Soul Album on Earth - (Compositor)
1997 -	Mother of All Swing, Vol. 2 - The Blueboy - (Compositor)
1997 -  One World Electronica: Electronica's Best - (Compositor)
1997 -  Outlaw [US] - Olive - (Compositor, Mixagem, Produtor)
1997 -  You're Not Alone [US Single] - Olive - (Composior, Mixagem, Produtor)
1996 -  Extra Virgin - Olive -	(Arranjo, Compositor, Flugelhorn, Teclados, Letrista, Mixagem, Produtor, Trompete)
1996 -  Greatest Hits - Simply Red - (Músico)
1996 -  Mad for It - (Compositor, Produtor)
1995 -  Ocean Drive - Lighthouse Family - (Compositor, Flugelhorn, Trompete)
1991 -  Stars - Simply Red - (Teclado)
1989 -  A New Flame - Simply Red - (Teclado, Trompete)
1987 -  Men and Women - Simply Red - (Flugelhorn, Membro do Grupo, Teclados, Percussão, Trompete)
1987 -  The Guitar and Other Machines - The Durutti Column - (Trompete)
1985 -  Picture Book - Simply Red - (Trompete)
1984 -  Without Mercy - The Durutti Column - (Trompete)
1980 -  Images at Twilight - Saga - (Compositor)
100X Ibiza 2014 - (Compositor)
100x Ibiza - (Compositor)
101 Dance Hits [Universal] - (Compositor)
30 Apres Ski Dance Hits	- (Compositor)
40 Karneval Dance Hits - (Compositor)
50 Dejlige Danske Pop Hits - (Compositor)
50 Dubstep Electro Anthems, Vol. 1: Mashup Dance Charts Edition 2012 - (Compositor)
50 Electro-House Bombs - (Compositor)
90's Hits Euro Dance Remix Classics, Vol. 2 - (Compositor)
Complete Clubland - (Compositor)
Dance Party 2010 [Universal] - (Compositor)
De 100 Største Pop Hits	- (Compositor)
Essential: Dance Selection - (Compositor)
Euphoric Clubland - (Compositor)
Fairytale - Sons of Jim - (Compositor)
For DJs Only 2010, Vol. 5 - (Compositor)
Heartbox - Christophe Willem - (Compositor)
Hit and Run - Chila Lynn - (Compositor)
I Am Running - (Compositor)
Ibiza 2008: Famous DJ's @work - (Compositor)
Il Cuore Muove - Marco Carta - (Compositor)
Just Dance 2014: 50 EDM Club Electro House Hits - (Compositor)
Kronehit, Vol. 13 - (Compositor)
Live From Spotify London - Nick Mulvey - (Compositor)
Lounge of Love, Vol. 7: The Pop Classics Chillout Songbook - (Compositor)
MTV Live Session - Tinchy Stryder - (Compositor)
Marco Galli Presenta Big Smile 2 - (Compositor)
Maximum NRG Mixed by Alex K - (Compositor)
Ministry of Sound Presents Progression, Vol. 2 - (Compositor)
Ministry of Sound Uncovered, Vol. 3 - (Compositor)
One Last Chance - James Morrison - (Compositor)
Pacha Summer 2014 - (Compositor)
Precious - Vargo - - (Compositor, Letrista)
Progressive Anthems 2011 - (Compositor)
Real Woman - Chila Lynn - (Compositor)
Super Now - (Compositor)
Superventas 2011 - (Compositor)
Superventas 2013 - (Compositor)
The Dome, Vol. 58 - (Compositor)
The Ultimate Workout Collection: Keep on Running - (Compositor)
Todo Exitos 2010 - (Compositor)
Top 40: 60 Chart Hits - (Compositor)
Top of the Spot 2011, Vol. 2 - (Compositor)
Wanna Dance? [Universal] - (Compositor)
We Love Lovesongs - (Compositor)
Welcome to St. Tropez [Zoopreme] - (Compositor)
You're Not Alone - Bastian Van Shield - (Compositor)
You're Not Alone - Mads Langer - (Compositor)
You're Not Alone - Tinchy Stryder - (Compositor)
iTunes Festival: London 2011 - James Morrison - (Compositor)